# David Moyes
David William Moyes (Glasgow, 25 de abril de 1963) é um treinador e ex-futebolista escocês que atuava como zagueiro. Atualmente comanda o Everton.

## Carreira como jogador
Pelo Preston North End, onde chegou inicialmente como jogador, em 1993, assumiu o comando do clube como treinador durante a temporada 1997–98, permanecendo nas duas funções (jogador e treinador) durante o restante dela e a seguinte, quando se aposentou, após disputar 159 partidas e marcar dezoito gols pelo clube.

## Carreira como treinador
A primeira temporada após deixar a carreira de jogador, a 1999–00, Moyes conquistou seu primeiro título como treinador, a terceira divisão inglesa. Na seguinte, sua última no comando do tradicional clube, ficou próximo de conseguir mais um acesso, desta vez para a primeira divisão, após terminar na quarta posição, mas perdendo a chance após perder a final dos play-offs para o Bolton Wanderers por 3–0.

### Everton
Treinador do Everton desde 2002, quando chegou vindo do Preston North End, teve seus melhores momentos no comando dos Toffees na temporada 2004–05, quando terminou na quarta posição da Premier League, classificando o clube para os play-offs da Liga dos Campeões da UEFA e, na temporada 2008–09, quando levou o mesmo à final da Copa da Inglaterra, a primeira final do clube em qualquer competição oficial em dezoito anos. Entretanto, nas duas acabou saindo derrotado. Na Liga dos Campeões foi eliminado para o Villarreal após derrota no Goodison Park por 2–1 e na casa do adversário pelo mesmo placar.[carece de fontes?] Já na Copa da Inglaterra, mesmo após o atacante Louis Saha ter aberto o placar com menos de um minuto de partida, o Everton acabou perdendo por 2–1 para Chelsea de Guus Hiddink.

### Manchester United

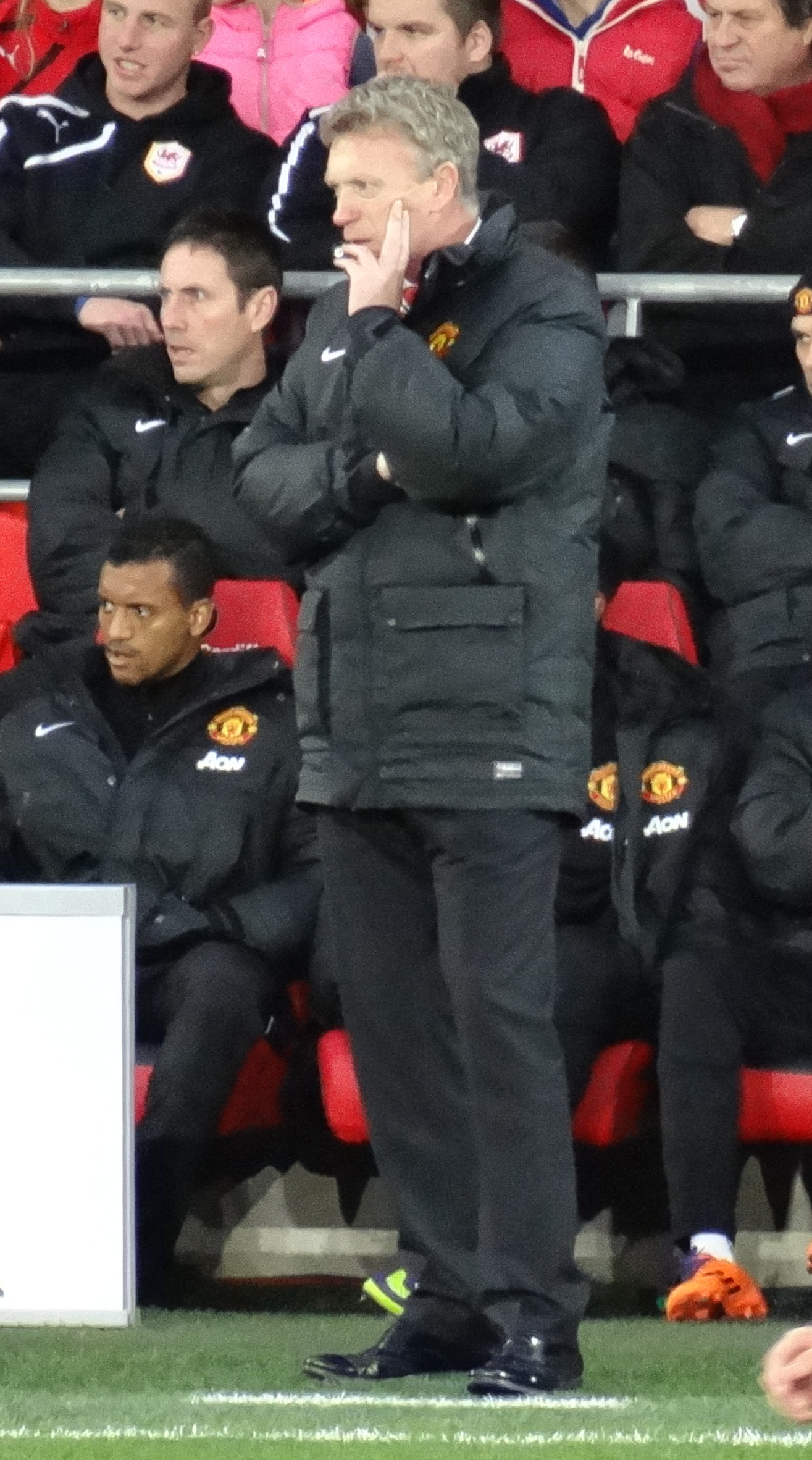
Moyes no United em 2013

Foi anunciado oficialmente pelo Manchester United no dia 9 de maio de 2013. Moyes substituiu o lendário Sir Alex Ferguson, que havia anunciado a sua aposentadoria no final da temporada 2012–13, depois de 27 anos como técnico do clube.
Em sua primeira temporada, 2013–14, a equipe não teve o desempenho esperado, que Moyes reconheceu ao escrever uma carta aberta através da revista do clube, distribuída aos detentores dos ingressos de temporada completa, pedindo o apoio da torcida.
Em 20 de abril de 2014, a equipe foi derrotada por 2–0 pelo seu ex-clube, o Everton, no Goodison Park, pela Premier League, mantendo o Manchester em 7º lugar na classificação e sem chances de obter vaga na próxima Liga dos Campeões da UEFA. Dois dias depois, Moyes foi demitido do cargo.

### Real Sociedad
Foi anunciado como novo treinador da Real Sociedad no dia 11 de novembro de 2014, substituindo Jagoba Arrasate e assinando vínculo até 30 de junho de 2016.
O técnico foi demitido um ano depois, no dia 9 de novembro de 2015, após uma derrota por 2–0 para o Las Palmas.

### West Ham
Depois de comandar o West Ham durante uma temporada, a de 2017–18, Moyes teve o seu retorno confirmado aos Hammers no dia 29 de dezembro de 2019. Conquistou seu primeiro título pelo clube em 2023, ao sagrar-se campeão da Liga Conferência Europa da UEFA. Na final realizada no dia 7 de junho, no Estádio Sinobo, o West Ham de Moyes venceu a Fiorentina por 2–1.

### Retorno ao Everton
Em janeiro de 2025, o Everton anunciou a contratação de David Moyes como novo treinador do clube, sucedendo Sean Dyche. Moyes estava sem clube desde maio de 2024, quando deixou o West Ham, clube que comandou por seis temporadas.

## Estatísticas
Atualizadas até 2 de setembro de 2023
| Ano       | Clube             | Jogos | Vitórias | Empates | Derrotas |
| --------- | ----------------- | ----- | -------- | ------- | -------- |
| 1998–2002 | Preston North End | 234   | 113      | 58      | 63       |
| 2002–2013 | Everton           | 518   | 218      | 139     | 161      |
| 2013–2014 | Manchester United | 51    | 27       | 9       | 15       |
| 2014–2015 | Real Sociedad     | 42    | 12       | 15      | 15       |
| 2016–2017 | Sunderland        | 43    | 8        | 7       | 28       |
| 2017–2018 | West Ham          | 31    | 9        | 10      | 12       |
| 2019–2024 | West Ham          | 181   | 84       | 32      | 65       |

## Títulos

### Como jogador
Celtic
- Scottish Premiership:  1981–82

Bristol City
- Football League Trophy: 1986

Preston North End
- Football League Two: 1995–96

### Como treinador
Preston North End
- Football League One: 1999–00

Manchester United
- Supercopa da Inglaterra: 2013

West Ham
- Liga Conferência Europa da UEFA: 2022–23

### Prêmios individuais
- Treinador do Mês da Premier League: novembro de 2002, setembro de 2004, janeiro de 2006, fevereiro de 2008, fevereiro de 2009, janeiro de 2010, março de 2010, outubro de 2010, setembro de 2012 e março de 2013[16]